# 哈德利农场

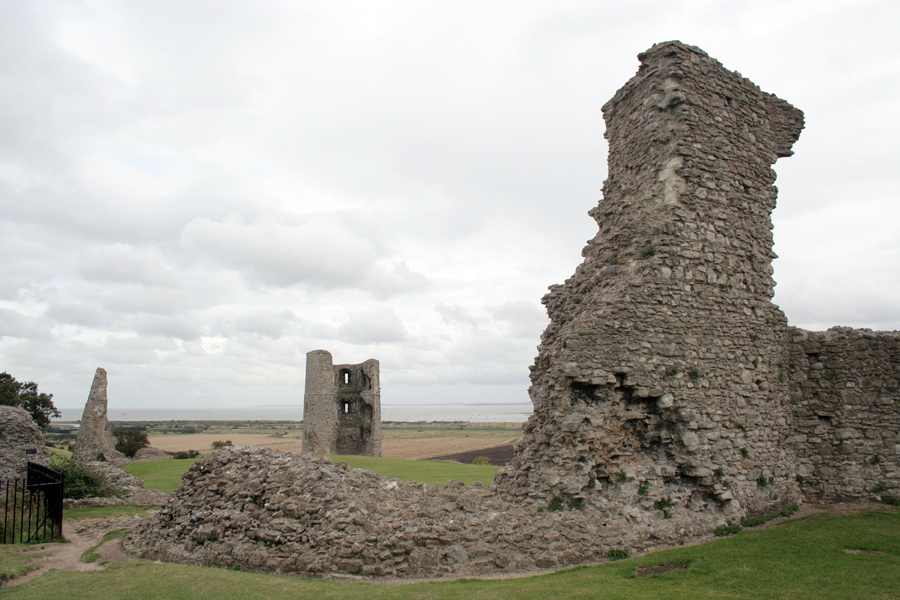
哈德利城堡遗迹可以俯瞰哈德利农场

哈德利农场（Hadleigh Farm）是英国埃塞克斯郡卡斯尔波因特的一座农场和越野自行车场地， 2012年夏季奥运会男子和女子越野自行车项目于8月11日至12日在此举行。

## 地点
农场于1891年由威廉·布斯购买，归救世军所有，本是一座教育性质的农场，占地近700英畝（2.8平方）。
哈德利农场俯瞰南部泰晤士河河口，毗邻建哈德利城堡和哈德利乡村公园（Hadleigh Country Park），后者是一个具特殊科學價值地點。

## 2012年夏季奥运会

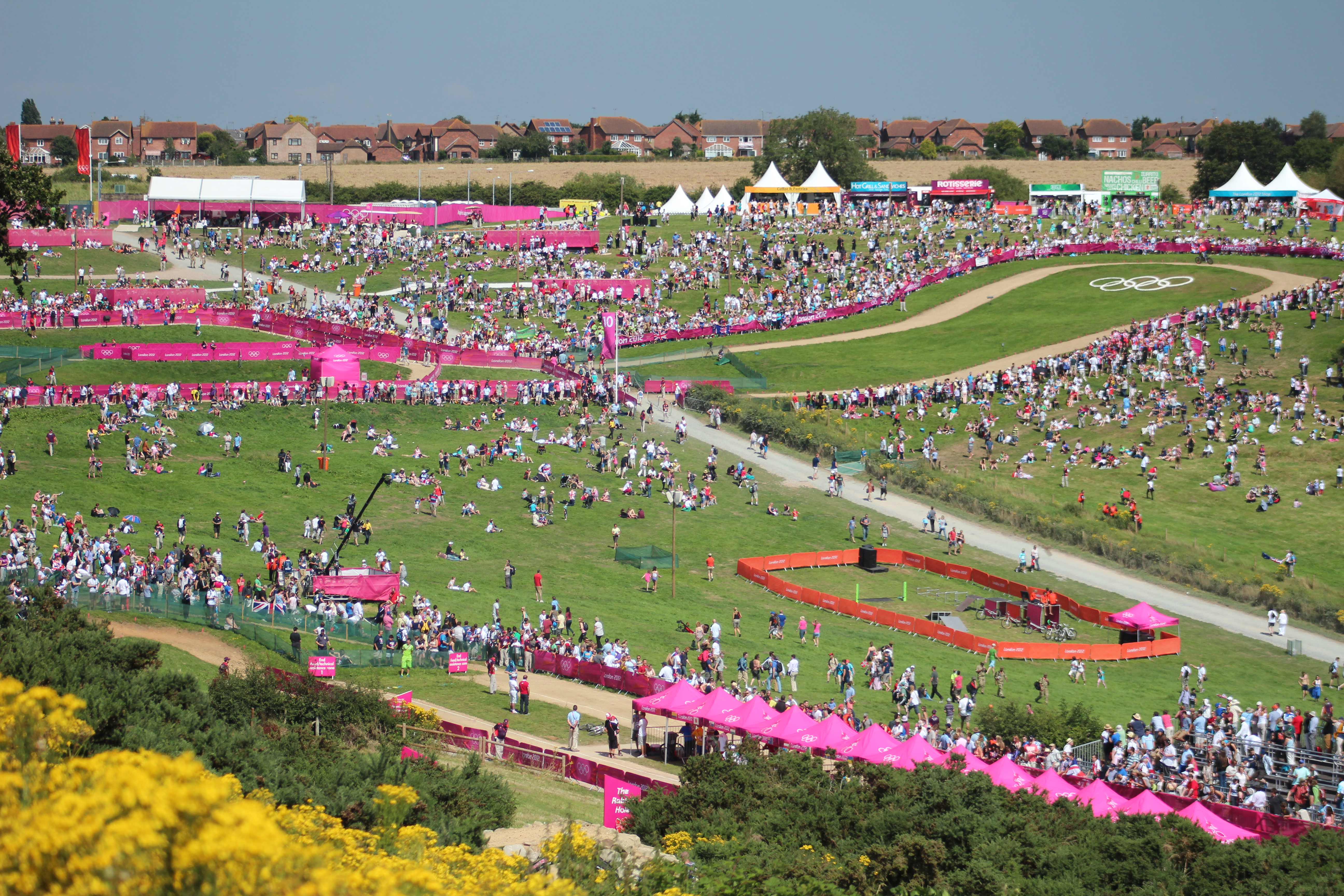
奥运会女子越野自行车赛

國際自行車聯盟对原定的维尔德乡村公园（Weald Country Park）不满意，因此在2008年选择哈德利农场为2012年夏季奥运会自行车项目山地自行车比赛场地。
当时农场为奥运会搭建了可容纳3,000人的临时看台。奥运会结束后，球场经过改造，供公众使用，新建了自行车商店、咖啡厅等设施 。随后场地还被用于举办英国国家山地自行车锦标赛等活动。